# كلب ضال

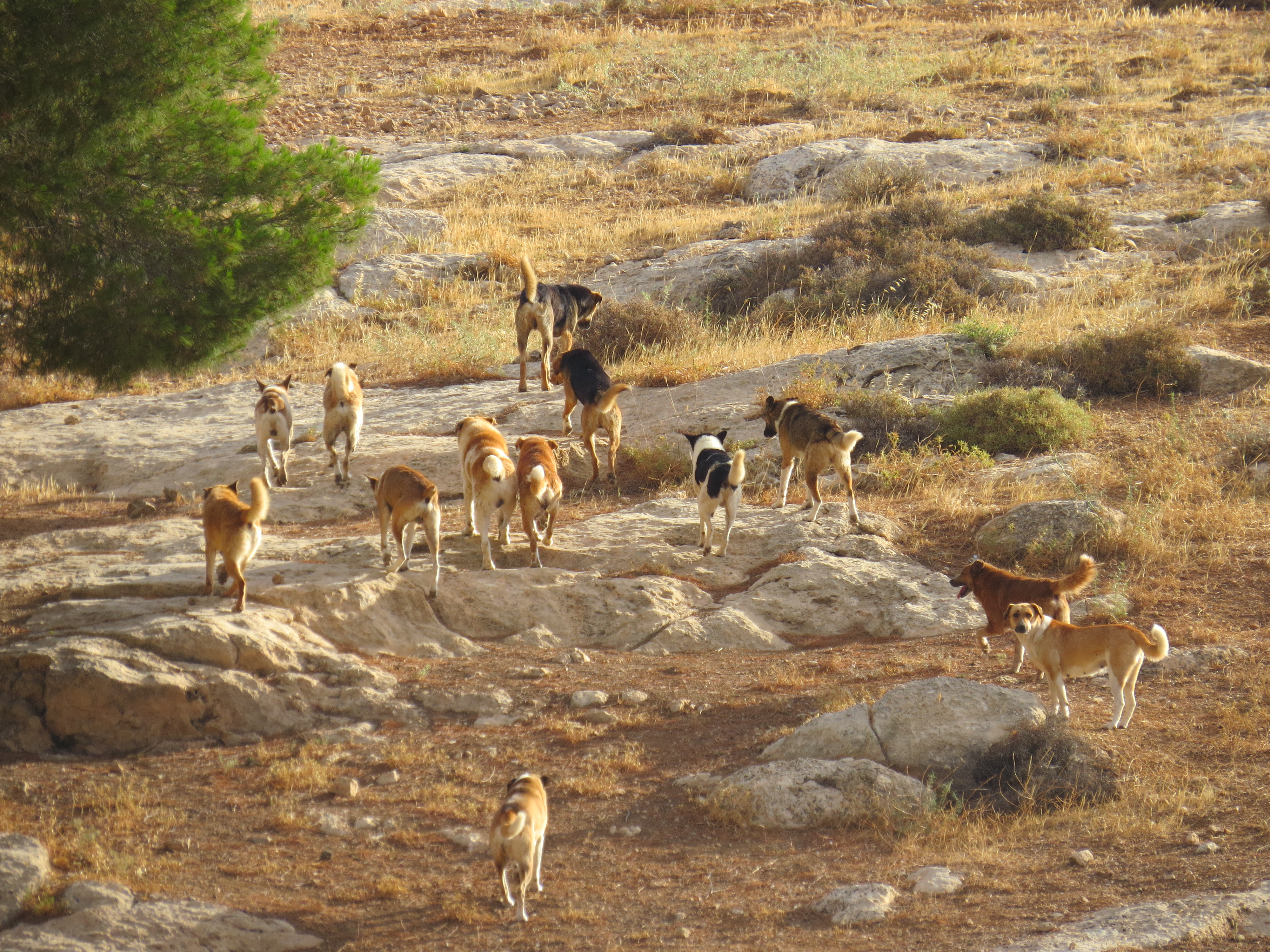
مجموعة من الكلب الضال في جنوب الخليل

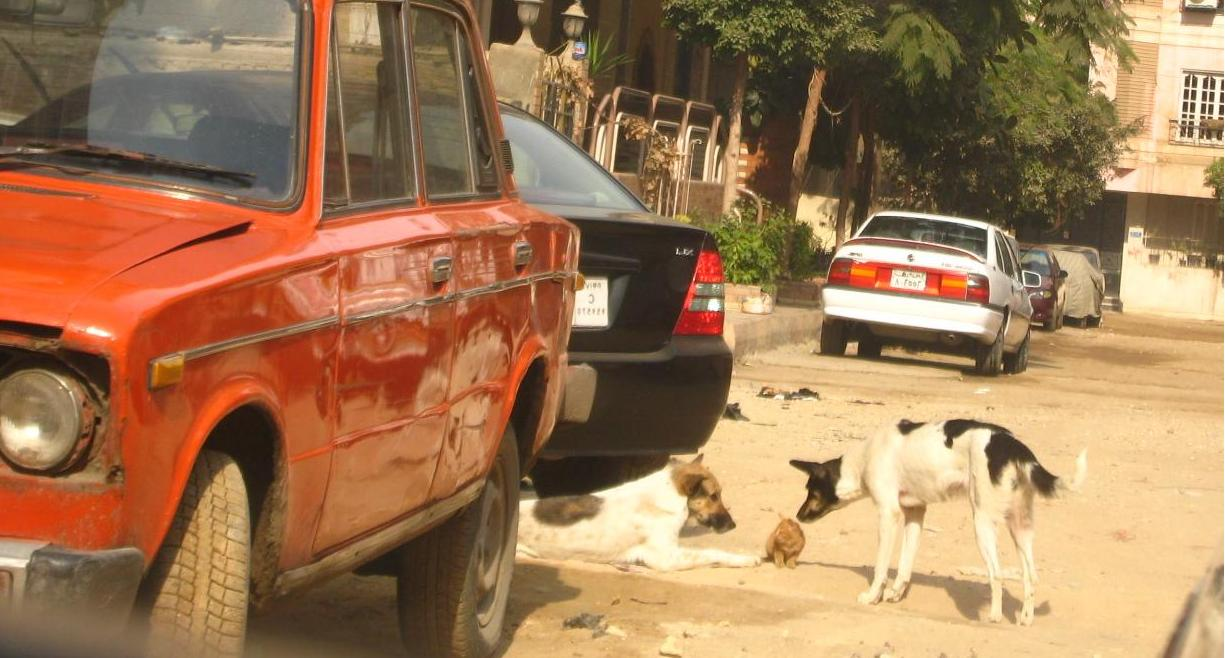
كلاب ضالة في شوارع القاهرة

الكلب الضال هو الكلب الذي يعيش خارج نطاق المناطق الحضرية أو خارج النطاق العمراني[بحاجة لمصدر]، وقد يكون الكلب الضال حيوانًا أليفًا ضل أو قام أصحابه بإطلاق سراحه أو قد لا يكون له مالك، ويمكن أن يسبب مشاكل للمجتمعات التي يعيش فيها; لذلك تنفذ حملات لخصي تلك الكلاب لإيقاف تكاثرها وهي بالعادة تتجمع في مجموعات لتحافظ على كيانها، ويعزى إليها دائما انتشار داء الكلب.